# Cratere Lyell (Luna)

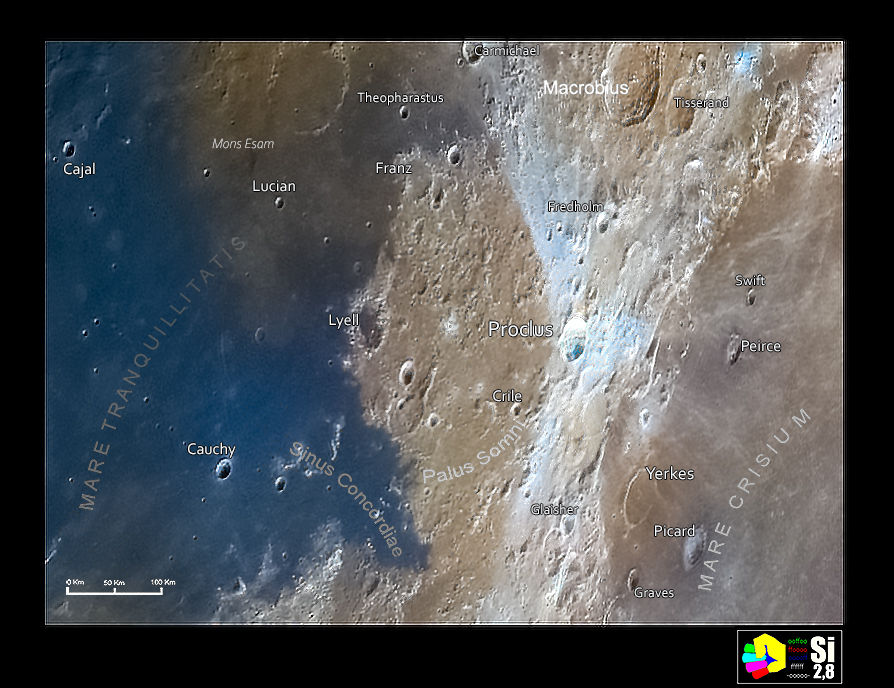
La zona di Lyell con mineral postprocessing

Lyell è un cratere lunare di 31,17 km situato nella parte nord-orientale della faccia visibile della Luna, ai bordi occidentali di Palus Somni.
Il cratere è dedicato al geologo scozzese Charles Lyell.